# Газы, Юзеф
Юзеф Газы (пол. Józef Gazy, 1910—1998) — польский художник, скульптор и реставратор. Автор нескольких десятков памятников, установленных в общественных местах в разных городах Польши. В 1960-х годах руководитель группы реставраторов, отвечавших за снятие со стен, консервацию и подготовку к транспортировке памятников настенной живописи из собора в Фарасе.

## Биография
Юзеф Газы родился в 1910 году.
В 1937 году окончил варшавскую Академию Изящных Искусств.
В 1945 Юзеф Газы присоединился к Бюро Восстановления Столицы. Был одним из создателей варшавского Памятника Братства по Оружию, воссоздал недостающие элементы разрушенной Колонны Сигизмунда. В 40-е годы был одним из скульпторов, ответственных за оформление зданий Маршалковского жилого района в Варшаве. В 1951 году в Легнице был открыт Памятник Польско-Советского Братства по Оружию, одна из наиболее известных его работ. В годы сталинизма художник создал ещё четыре аналогичных памятника для разных городов Польши.
В 1962 году Юзеф Газы входил в польскую археологическую экспедицию, ведущую раскопки в Фарасе. Он руководил работой группы консервации, которая занималась сохранением памятников настенной живописи, обнаруженных в соборе Фараса, снятием их со стен и подготовкой для транспортировки. Большую часть работ в Фарасе выполнял лично, ему помогала Марта Кубяк. На месте раскопок оставался до самого конца работ и уехал в последней группе — вместе с проф. Михаловским, Стефаном Якобельским, Тадеушем Дзержикрай-Рогальским (пол. Tadeusz Dzierżykray-Rogalski), Марком Марциняком (пол. Mark Marciniak), Антоном Острашем (пол. Anton Ostrasz) и фотографом экспедиции Анджеем Дзевановским (пол. Andrzej Dziewanowski) — непосредственно перед затоплением Фараса водами озера Насер. Благодаря его умениям и работе с места раскопок удалось спасти более чем 120 стенописей. Во время работы в Египте Газы также помогал Вильяму Адамсу (англ. William Y. Adams) в консервации настенной живописи на находящемся поблизости месте археологических раскопок в Meinart.
В 1966—1969 годы работал в Национальном Музее Судана в Хартуме над консервацией живописи и подготовке их к открытию постоянной выставки нубийской живописи в 1972 году. По возвращении на родину работал над польской частью археологической коллекции, привезенной из Судана командой доктора Ханны Енджеевской (Hanna Jędrzejewska). Выставка живописи открылась в Польше в 1974 году. За работу над спасением нубийских археологических памятников Юзеф Газы получил, в частности, суданский Орден Заслуги.
В середине 70-х годов XX века Газы вернулся к прерванной карьере скульптора. Тем не менее оставался в контакте с Центром Средиземноморской Археологии как эксперт и реставратор, в частности, работал при консервации скульптур Афины, льва и антилопы, найденных в храме Аллат в Пальмире.
В 1988 году перед Собором Воскресения Христова и св. Апостола Фомы в Замостье был открыт памятник Иоанну Павлу II его авторства, один из первых в Польше и в мире.
Юзеф Газы скончался в 1998 году.